# Østerport (København)
 Denne artikel bør gennemlæses af en person med fagkendskab for at sikre den faglige korrekthed.

 Der er for få eller ingen kildehenvisninger i denne artikel, hvilket er et problem. Du kan hjælpe ved at angive troværdige kilder til de påstande, som fremføres i artiklen.

 For alternative betydninger, se Østerport. (Se også artikler, som begynder med Østerport)
Østerport var en af Københavns fire byporte. De tre andre byporte til København var Nørreport, Vesterport og Amagerport.
Den oprindelige Østerport lå for enden af Østergade (på det nuværende Kongens Nytorv). Den forsvandt, da byen blev udvidet nord for Gothersgade (ny-København) og erstattedes af en ny port (omtrent ved den nuværende Østerport Station).
Det er ukendt, hvornår denne Østerport blev bygget, men i 1708 blev den genopført af Frederik 4. med en temmelig beskeden udsmykning.[kilde mangler] I 1857 blev den nedrevet.[kilde mangler]
P.V. Jensen Klint tegnede nulpunktstenene, der markerer hvor byportene stod, således også ved Østerport.
en ny port (omtrent ved den nuværende Østerport Station).
I december 2010 udgravede arkæologer den oprindelige Østerport på Kongens Nytorv, og kunne således endelig bestemme portens præcise placering, som var et par meter sydligt for Østergade/Strøgets indgang på torvet. I samme anledning fandt man også et udhugget løvehoved, som man regner med har været en del af portens oprindelige udsmykning.  Det var opfattelsen at byporten blev opført af Christian 4., men datering af fundlagene omkring porten viser at den i stedet stammer fra perioden 1300- til 1500-tallet.

## Ekstern henvisning
- Østerport, København